# Allegiant (film)
Allegiant (även kallad The Divergent Series: Allegiant) är en amerikansk science fiction-äventyrsfilm från 2016, regisserad av Robert Schwentke. Manuset är skrivet av Bill Collage, Adam Cooper och Noah Oppenheim, baserat på romanen med samma namn, skriven av Veronica Roth. Filmen är en uppföljare till Insurgent, och är den tredje och sista delen av Divergent-trilogin. I filmen medverkar Shailene Woodley, Theo James, Jeff Daniels, Octavia Spencer, Ray Stevenson, Zoë Kravitz, Miles Teller, Ansel Elgort, Maggie Q, Bill Skarsgård och Naomi Watts.
Allegiant hade biopremiär i Sverige den 9 mars 2016 och i USA den 18 mars samma år.

## Rollista
| Shailene Woodley | – Beatrice "Tris" Prior |
| Theo James       | – Tobias "Four" Eaton   |
| Zoë Kravitz      | – Christina             |
| Miles Teller     | – Peter Hayes           |
| Ansel Elgort     | – Caleb Prior           |
| Jeff Daniels     | – David                 |
| Naomi Watts      | – Evelyn Johnson-Eaton  |
| Octavia Spencer  | – Johanna Reyes         |
| Ray Stevenson    | – Marcus Eaton          |
| Maggie Q         | – Tori Wu               |
| Bill Skarsgård   | – Matthew               |
| Nadia Hilker     | – Juanita "Nita"        |
| Keiynan Lonsdale | – Uriah Pedrad          |
| Jonny Weston     | – Edgar                 |

## Mottagande
Allegiant möttes av för det mesta negativa recensioner av kritiker. På Rotten Tomatoes har filmen ett medelbetyg på 12 %, baserat på 172 recensioner, och ett genomsnittsbetyg på 4,1 av 10. På Metacritic har filmen genomsnittsbetyget 33 av 100, baserat på 33 recensioner.

## Soundtrack
Första låten i filmen, "Scars", sjungs av Tove Lo tillsammans med Joseph Trapanese. Låten är komponerad av Tove Lo tillsammans med Jakob Jerlström och Ludvig Söderberg. Övrig musik står Trapanese för.

## Inställd uppföljare
Det var planerat att Divergent-trilogin skulle ha avslutats med en fjärde film, kallad Ascendant, som skulle ha haft biopremiär 2017. Men på grund den negativa responsen och kassabesvikelsen för Allegiant, funderade Lionsgate på att släppa den sista filmen i TV-filmsformat med en mycket lägre budget istället. Det föreslagna TV-filmen blev dock inställd när skådespelaren Shailene Woodley backade ur TV-projektet och när filmrättigheterna till förlagan hade gått ut.